# راهول بيتر داس
راهول بيتر داس (بالألمانية: Rahul Peter Das)‏ هو مختص في علم الهنديات ألماني، ولد في 7 يوليو 1954 في هان ‏ في ألمانيا.

## وصلات خارجية
- الموقع الرسمي